# Nu Soul Quake
Nu Soul Quake（ニューソウルクエイク）は2004年に結成された日本のダンス&ボーカルグループ。

## 来歴
- 出身高校が高校野球の名門大垣日大であり、野球部に所属していたM@SAKIが[1]、2003年より、ダンスを始め、「ニュージャックスウィング」「ミドルスクール・ヒップホップ」「ブレイクダンス」といったジャンルのダンス経験を積む[2]。
- GIORGIO 13 CANCEMIの影響を強く受けるボーカルのAKINAは当時のNu Soul Quakeの楽曲に対して全ての楽曲の作詞・作曲を行なっていた[3][4][5][6][7]。
- 2011年6月に先行配信開始された楽曲『私の太陽』が、携帯電話用着うたサイト『mero.jpミュージックChannel』（メロドットジェイピー-チャンネル)のダウンロードランキングにて初登場一位を獲得する[4][8]。続けて、2012年3月に1st Single『I'm in LOVE』が全国発売開始される[5][7][4]。関係者からの評価も良く、続けて楽曲はカラオケDAMからも配信開始される[8][4]。
- 続けて、活動は30人のサポートダンサーを付けて披露するステージング等話題を呼んだ[9]。名古屋市栄にある、旧CLUB OZON[10]等のCLUBを中心にLIVE活動続ける。当時、愛知・岐阜・三重内で、ヒップホップ、R&B等ジャンル内で最も話題を呼んでいたCLUBイベント『FLY AND FLASHY』に過去出演していたアーティストとしても知られる[11][12][13]。その際、スパゲティ博士等と共演している。また、名古屋市栄ライブハウス DreamCube[14]でのイベント出演の際は、R&BSingerのholy the 1stや、secret(from Li-Luck) feat.cozy等と共演している[15]。
- 2016年5月、ボーカルのAKINAが脱退し可菜が加入する。そのまま愛知県名古屋市金山にあるBar Deonにて『HAPPY&MUSIC』[16]、大垣駅水都北口オアシスにて『HAPPY&TWON』[17]と二つのイベントの主催を行う。その際、イベントにはLi-Luck[15]、スマイルクライ、業 -karuma-、中川幸二等出演している。DJマサヒロ等、裏方の関係者各位、イベントの運営方法等に関して絶賛している。
- 現在、ダンサーのM@SAKIは、愛知北エフエム放送のラジオ番組、『THE FACE』のラジオナビゲーターとして、アーティスト等発掘を行う傍ら、2011年から始められているダンスの練習会を定期的に開催している[18][19]。

## ディスコグラフィ

### 着うた
- 『私の太陽』　（2011年）

### CDシングル
- 『I'm in LOVE』　（2012年）